# Kathleen Barr
Kathleen Barr (* 6. April 1967 in Toronto) ist eine kanadische Synchronsprecherin und Sängerin für Zeichentrick/Animationsfilme und Serien.

## Leben
Kathleen Barr wurde bereits Ende der 1970er Jahre als Synchronsprecherin tätig, regelmäßig wurde sie ab 1992 aktiv. Zu ihren bekannteren Synchronrollen gehören Wheezie in der Serie Dragon Tales (1999–2005) oder Trixie Lulamoon in My Little Pony – Freundschaft ist Magie (2010–2019).

## Synchronrollen (Auswahl)

### Filme
- 1998: Rudolph mit der roten Nase als Rudolph
- 2000: Casper – Verzauberte Weihnachten als Carol Jollimore
- 2001: Rudolph mit der roten Nase 2 als Rudolph
- 2003: Barbie in Schwanensee als Marie
- 2006: Barbie in: Die 12 tanzenden Prinzessinnen als Delia
- 2008: Barbie und das Diamantschloss als Lydia
- 2008: Abenteuer in Jerusalem – Jesus und die Tiere als Maria
- 2009: Barbie und Die Drei Musketiere als Hélène
- 2010: Barbie und das Geheimnis von Oceana als Eris

### Serien
- 1993: Conan und seine tapferen Freunde als Sulinara
- 1994–2001: ReBoot als Dot Matrix
- 1997: Die Tex Avery Show als Miss Gürtelkeusch
- 1999–2000: Transformers: Beast Machines als Botanica
- 1999–2005: Dragon Tales als Wheezie
- 1999–2008: Ed, Edd und Eddy als Kevin
- 2002–2003: Stargate Infinity als Draga
- 2008–2011: Coop gegen Kat als Millie
- 2009–2019: Dino-Zug als diverse
- 2010–2019: My Little Pony – Freundschaft ist Magie als Trixie Lulamoon
- 2012–2016: Littlest Pet Shop – Tierisch gute Freunde als Mrs. Anna Twombly
- 2012–2022: Ninjago als Misako
- 2013–2014: Sabrina – Verhext nochmal! als Enchantra
- 2013–2015: Max Steel als Kat Ryan
- 2016: Kong: König der Affen als Botila
- 2017–2018: Die Supermonster als Glorb
- 2022: Ninjago als Aspheera (2. Stimme)